# Sułoszyn (Lublin)
Pour les articles homonymes, voir Sułoszyn.
Sułoszyn (prononciation : [suˈwɔʂɨn]) est un village polonais de la gmina de Firlej dans le powiat de Lubartów de la voïvodie de Lublin dans l'est de la Pologne.
Il se situe à environ 5 kilomètres au nord de Firlej (siège de la gmina), 16 kilomètres au nord de Lubartów (siège du powiat) et 40 kilomètres au nord de Lublin (capitale de la voïvodie).

## Histoire
De 1975 à 1998, le village est attaché administrativement à l'ancienne Voïvodie de Lublin.

Depuis 1999, il fait partie de la nouvelle voïvodie de Lublin.